# الساندرو سانگیورگی
الساندرو سانگیورگی (انگلیسی: Alessandro Sangiorgi؛ زادهٔ ۱۲ نوامبر ۱۹۹۹) بازیکن فوتبال اهل ایتالیا است.